# Rudolf von Sinner
Johann Rudolf Kirchberger von Sinner (* 23. Februar 1890 in England; † 27. Juni 1960 in Bern) war ein Schweizer Architekt.

## Leben
Rudolf von Sinner war der Sohn des Berner Handelsmanns Rudolf Alfred Eduard von Sinner (1864–1901) und der Britin Florence Maud Ricketts (1865–1936). Er erlangte am Freien Gymnasium Bern 1908 das Maturitätszeugnis. Sein Studium der Architektur absolvierte er an der Königlich Sächsischen Technischen Hochschule in Dresden. Er gehört zu den bernischen Vertretern des Neuen Bauens. Gemeinsam mit seinem Partner Hans Beyeler realisierte er mehrere Sportanlagen. Sinner und Beyeler realisierten in Bern zahlreiche Bauten, so beispielsweise 1932–33 das Ka-We-De neben dem Tierpark Dählhölzli. Ihr grösster Erfolg war der erste Rang im 1931 ausgeschriebenen Wettbewerb für ein neues Stadthaus in Bern, den die beiden u. a. gegen Otto Rudolf Salvisberg entscheiden konnten.
Sinner heiratete 1920 Helene Schneeli aus Zürich, von der er sich 1933 scheiden liess. Die beiden hatten zwei Söhne, Friedrich Eduard Kirchberger und Vincent Rudolf Meinrad, und eine Tochter, Sonia. Er besass die 1955 abgerissene Campagne Mon Repos in Bern. Der in Brasilien tätige Theologieprofessor Rudolf von Sinner (* 1967) ist ein Enkel des Architekten.
In der Schweizer Armee war Sinner ab 1943 Oberst im Generalstab und im Aktivdienst Adjutant des Generals Henri Guisan. Rudolf von Sinner war von 1929 bis 1938 Stubenmeister und 1939 bis 1960 Präsident der Gesellschaft zu Mittellöwen, ab 1925 war er Mitglied des Grossen Burgerrats, ab 1932 auch des Kleinen Burgerrats, seit 1928 Mitglied und ab 1932 und Präsident der Kommission des Naturhistorischen Museums in Bern. 1950 initiierte er die Schenkung des Ehrenburgerrechts an den damaligen bernischen Regierungsrat Markus Feldmann.
Nach Rudolf von Sinner wurde das Mineral Sinnerit benannt.

## Bauten und Entwürfe
- 1928: Bern, Tennis-Clubhaus Neufeld (2020 abgebrochen)
- 1932/33: Bern, Ka-We-De[4]
- 1934/35: Bern, Silvahof
- 1936/37: Olten, Strandbad
- 1938: Entwurf Staatsarchiv des Kantons Bern (Postgasshalde)[5]
- 1938/39: Bern, Erweiterung Hallenbad Sommerleist[6]

## Archive
- Rudolf von Sinner, Zeichnungsbuch, 1908, FA von Sinner 78 im Katalog der Burgerbibliothek Bern
- Rudolf von Sinner als Schultheiss Niklaus Friedrich von Steiger anlässlich der Laupenschlachtfeier 1939, Foto, FP.E.700 im Katalog der Burgerbibliothek Bern